# Prugny
Cet article possède un paronyme, voir Prigny.
Prugny est une commune française située dans le département de l'Aube, en région Grand Est.
Avec une population légale de 421 habitants en 2008, le village de Prugny est la deuxième ville la moins peuplée de son canton et l'un des plus petits villages situés en bordure de la forêt d'Othe.
En 2008, la commune a obtenu deux fleurs au palmarès du concours national des villes et villages fleuris. Ses habitants sont appelés les Prugnots et les Prugnottes.

## Géographie

### Situation

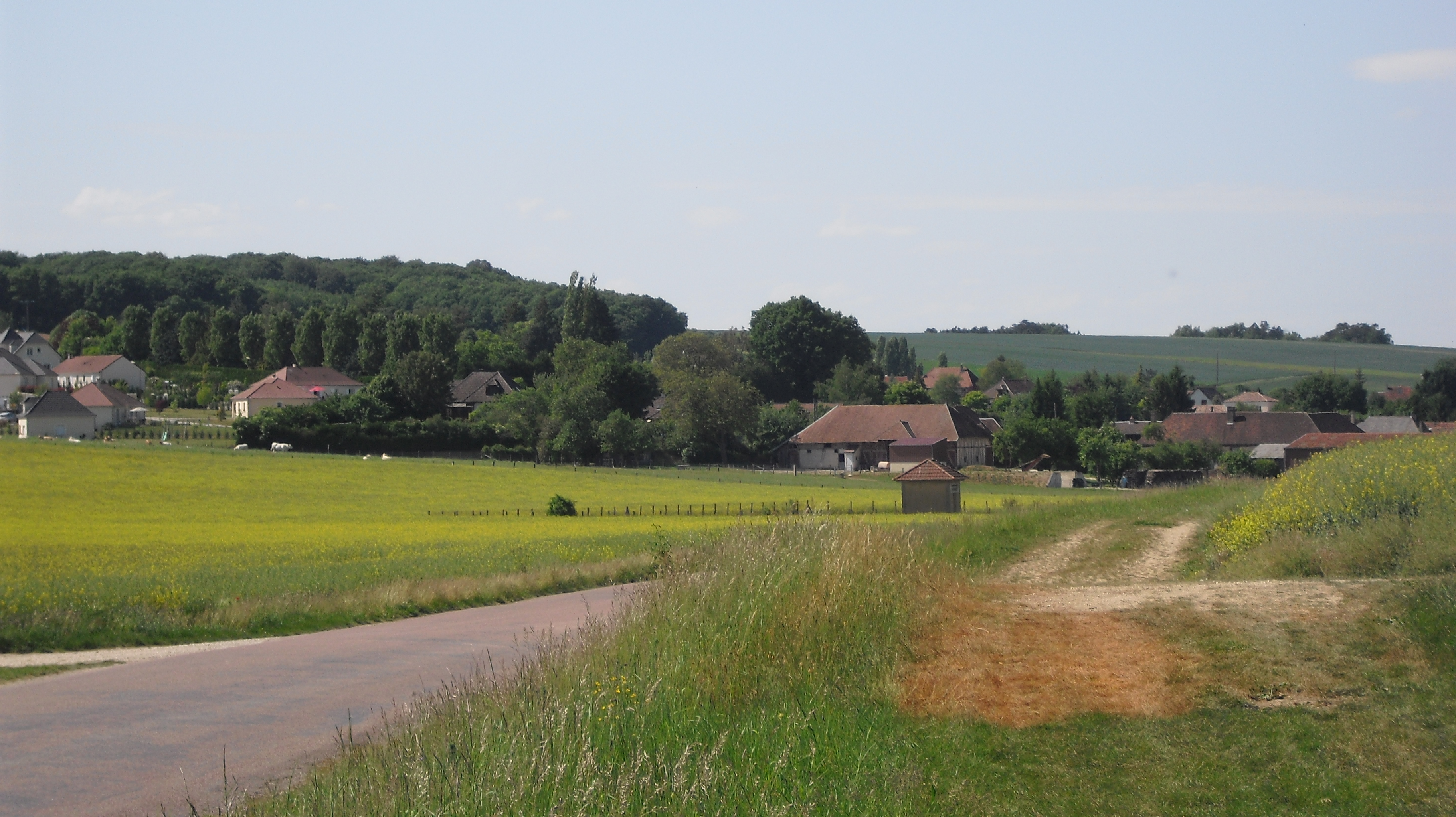
Entrée du village depuis la D 53 (route de Troyes).

Le village de Prugny est situé à l'entrée est du Pays d'Othe accessible depuis Torvilliers ou Laines-aux-Bois. Par la route, elle est distante de Troyes à 12 km, d'Auxerre à 69 km et de Paris à environ 177 km. Les communes limitrophes sont Messon, Torvilliers, Bucey-en-Othe, Vauchassis, Laines-aux-Bois et Souligny.
| Messon        | Messon     | Torvilliers                       |
| Bucey-en-Othe | Prugny     | Lépine (commune de Saint-Germain) |
| Vauchassis    | Vauchassis | Laines-aux-Bois / Souligny        |

Les grandes villes les plus proches de Prugny hors Paris sont Troyes (15 km), Reims (114 km) et Dijon (132 km).

### Géologie et relief

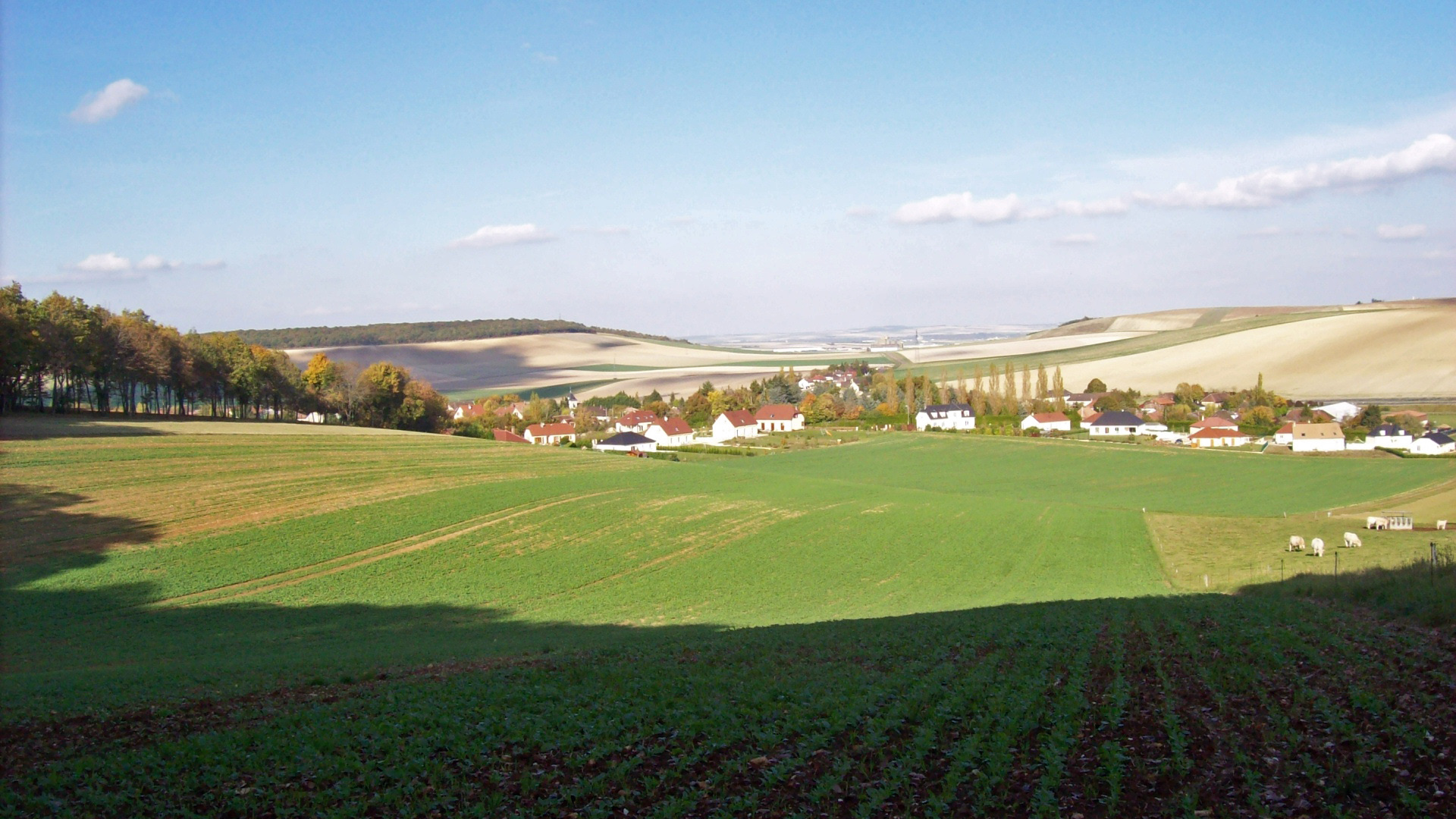
Vue du village depuis la forêt communale.

Avec sa situation dans la plaine de Champagne crayeuse et dans le Pays d'Othe, Prugny s’établit sur des terrains sédimentaires constitués principalement d’alluvions modernes et anciennes et où affleure une craie du crétacé supérieur formée à partir de restes calcaires de mirco-organismes planctoniques.
L'altitude, comparée avec d'autres villes de l'Aube et de Champagne-Ardenne donne ceci :
|              | Prugny     | Troyes     | Reims      | Charleville- Mézières |
| Minimale     | 172 mètres | 100 mètres | 74 mètres  | 133 mètres            |
| Maximale     | 260 mètres | 126 mètres | 137 mètres | 323 mètres            |
| Moyenne      | 216 mètres | 113 mètres | 106 mètres | 228 mètres            |
| De la mairie | 185 mètres | 107 mètres | 88 mètres  | 152 mètres            |

### Hydrographie
La commune est dans la région hydrographique « la Seine de sa source au confluent de l'Oise (exclu) » au sein du bassin Seine-Normandie. Elle n'est drainée par aucun cours d'eau,.

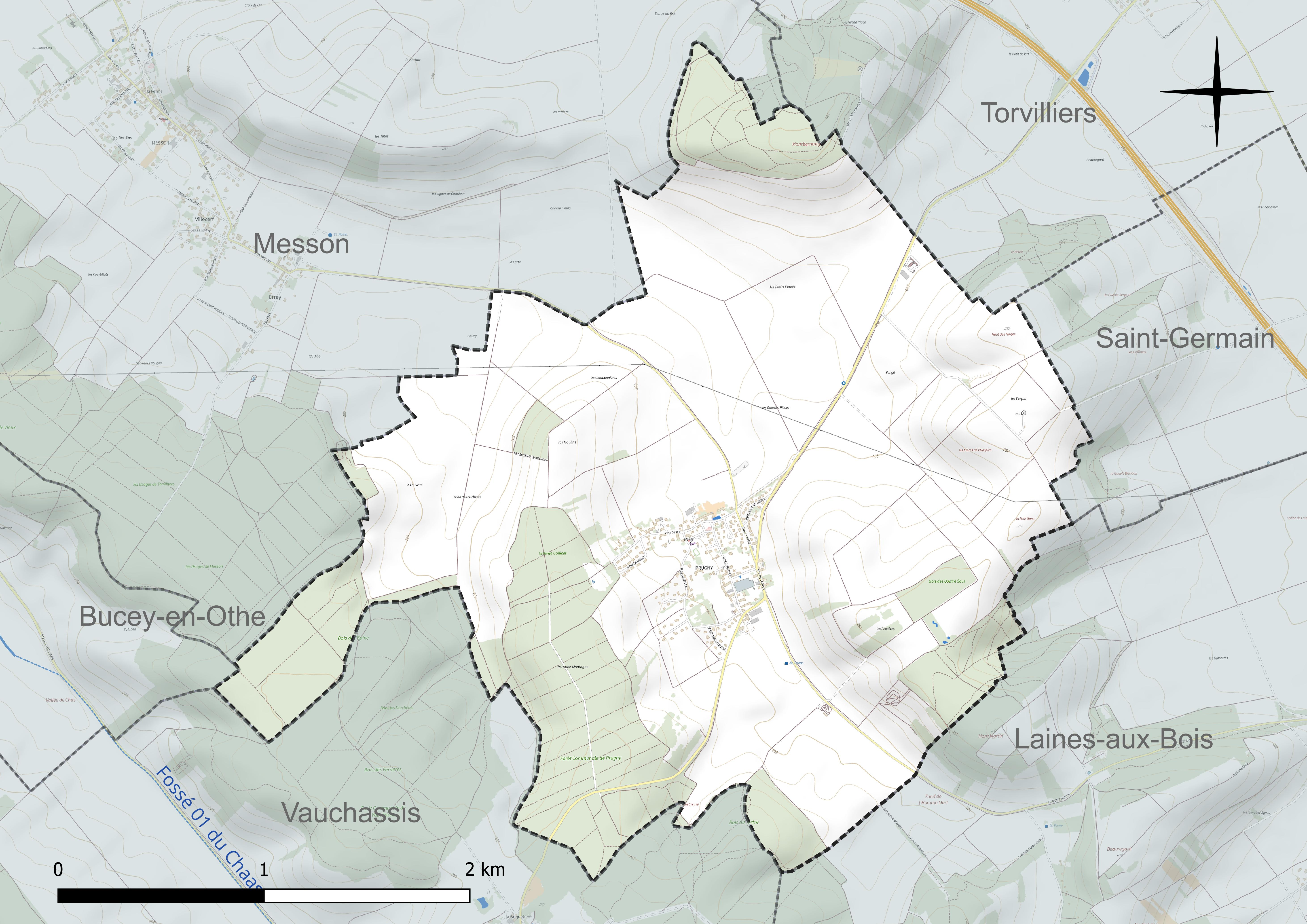
Réseau hydrographique de Prugny.

### Climat
Pour des articles plus généraux, voir Climat du Grand Est et Climat de l'Aube.
En 2010, le climat de la commune est de type climat océanique dégradé des plaines du Centre et du Nord, selon une étude du Centre national de la recherche scientifique s'appuyant sur une série de données couvrant la période 1971-2000. En 2020, Météo-France publie une typologie des climats de la France métropolitaine dans laquelle la commune est exposée à un climat océanique altéré et est dans une zone de transition entre les régions climatiques « Nord-est du bassin Parisien » et « Lorraine, plateau de Langres, Morvan ».
Pour la période 1971-2000, la température annuelle moyenne est de 10,3 °C, avec une amplitude thermique annuelle de 16,4 °C. Le cumul annuel moyen de précipitations est de 814 mm, avec 12,7 jours de précipitations en janvier et 7,9 jours en juillet. Pour la période 1991-2020, la température moyenne annuelle observée sur la station météorologique de Météo-France la plus proche, « Saint-Pouange », sur la commune de Saint-Pouange à 8 km à vol d'oiseau, est de 11,5 °C et le cumul annuel moyen de précipitations est de 707,5 mm. 
La température maximale relevée sur cette station est de 42,2 °C, atteinte le 24 juillet 2019 ; la température minimale est de −21 °C, atteinte le 9 janvier 1985,,.
Les paramètres climatiques de la commune ont été estimés pour le milieu du siècle (2041-2070) selon différents scénarios d'émission de gaz à effet de serre à partir des nouvelles projections climatiques de référence DRIAS-2020. Ils sont consultables sur un site dédié publié par Météo-France en novembre 2022.

### Voies de communication
L'autoroute française A5 dessert la commune à 3 km et la D 660 à 5,5 km.

## Urbanisme

### Typologie
Au 1er janvier 2024, Prugny est catégorisée commune rurale à habitat dispersé, selon la nouvelle grille communale de densité à 7 niveaux définie par l'Insee en 2022.
Elle est située hors unité urbaine. Par ailleurs la commune fait partie de l'aire d'attraction de Troyes, dont elle est une commune de la couronne,. Cette aire, qui regroupe 209 communes, est catégorisée dans les aires de 200 000 à moins de 700 000 habitants,.

### Occupation des sols
L'occupation des sols de la commune, telle qu'elle ressort de la base de données européenne d’occupation biophysique des sols Corine Land Cover (CLC), est marquée par l'importance des territoires agricoles (72,1 % en 2018), en diminution par rapport à 1990 (77 %). La répartition détaillée en 2018 est la suivante : 
terres arables (72,1 %), forêts (23 %), zones urbanisées (4,9 %). L'évolution de l’occupation des sols de la commune et de ses infrastructures peut être observée sur les différentes représentations cartographiques du territoire : la carte de Cassini (XVIIIe siècle), la carte d'état-major (1820-1866) et les cartes ou photos aériennes de l'IGN pour la période actuelle (1950 à aujourd'hui).

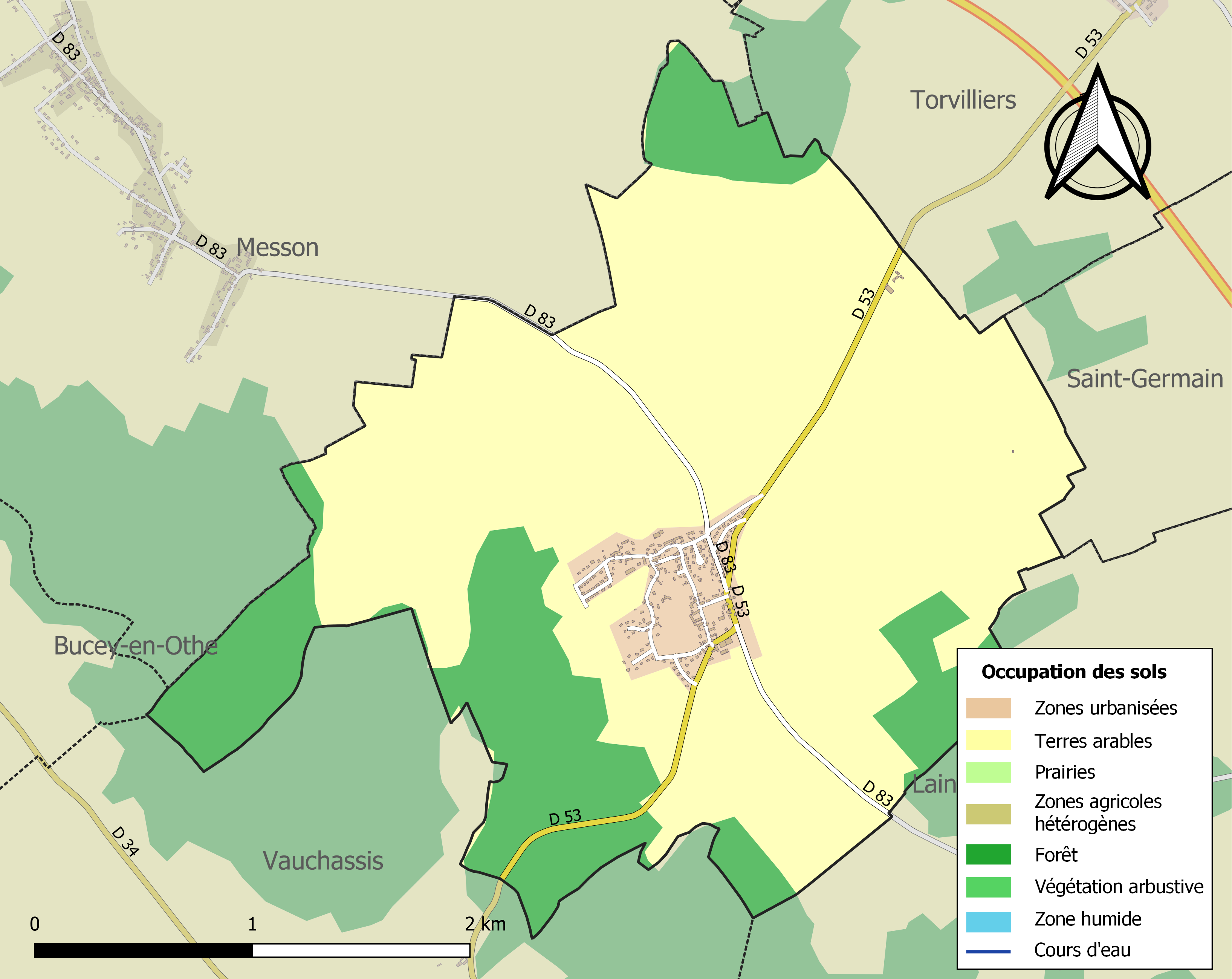
Carte des infrastructures et de l'occupation des sols de la commune en 2018 (CLC).

### Morphologie urbaine
Les bâtiments de ce village (maisons d'habitation, granges et hangars) sont principalement construits en craie, en torchis, et en brique.

### Logement
En 2008, on dénombre un total de 175 maisons reparties en 161 résidences principales, neuf résidences secondaires et cinq logements vacants. La majorité de ces lotissements ont été construits de 1975 à 1989. Il y a 343 personnes qui en sont propriétaires et 78 qui en sont locataires.
|                        | 1968 | 1975 | 1982 | 1990 | 1999 | 2008 |
| ---------------------- | ---- | ---- | ---- | ---- | ---- | ---- |
| Résidences principales | 27   | 45   | 84   | 100  | 114  | 161  |
| Résidences secondaires | 10   | 10   | 9    | 13   | 9    | 9    |
| Résidences vacants     | 5    | 4    | 5    | 2    | 2    | 5    |

## Toponymie
La ville serait connue sous le nom de Prunidum en 753, date à laquelle le nom de Prugny apparait pour la première fois dans le dictionnaire topographique de l'Aube.
Par la suite, la toponymie du village est attestée sous les formes suivantes : Pruneium en 1114, Prunil, en 1151, Pruniacum en 1161 et enfin Prunus.

## Histoire
L’existence de ce village date du VIIe siècle selon des découvertes archéologiques. Le village allait alors un finage de 862 hectares.
En 1690, un incendie frappe la ville et son église qui en sort détruite. La reconstruction démarre en 1697 mais ne prend fin qu'en 1743.
En 1743, la commune comptait une école. Son premier instituteur est Georges Louis de 1743 à 1744. Chaque maitre d'école exercera son activité pendant quatre mois.
La Révolution française signe la plantation d'un arbre de la liberté en 1790. Cet arbre est arraché en 1848 par le maire de Prugny après vote de ses habitants à Vauchassis et remplacé par la croix Saint Alexis, donnée par Aimable Guillemot le 12 mai 1838, puis le monument aux morts depuis 1920.
L'époque de 1870 et de la Seconde Guerre mondiale marque l'invasion allemande et les réquisitions.

## Politique et administration

### Administration municipale
Le conseil municipal est composé de 11 membres conformément à l’article L2121-2 du Code général des collectivités territoriales. À l'issue des élections municipales de 2008, Philippe Cotel a été élu maire de Prugny et succède à Lucien Bonenfant.

### Liste des maires

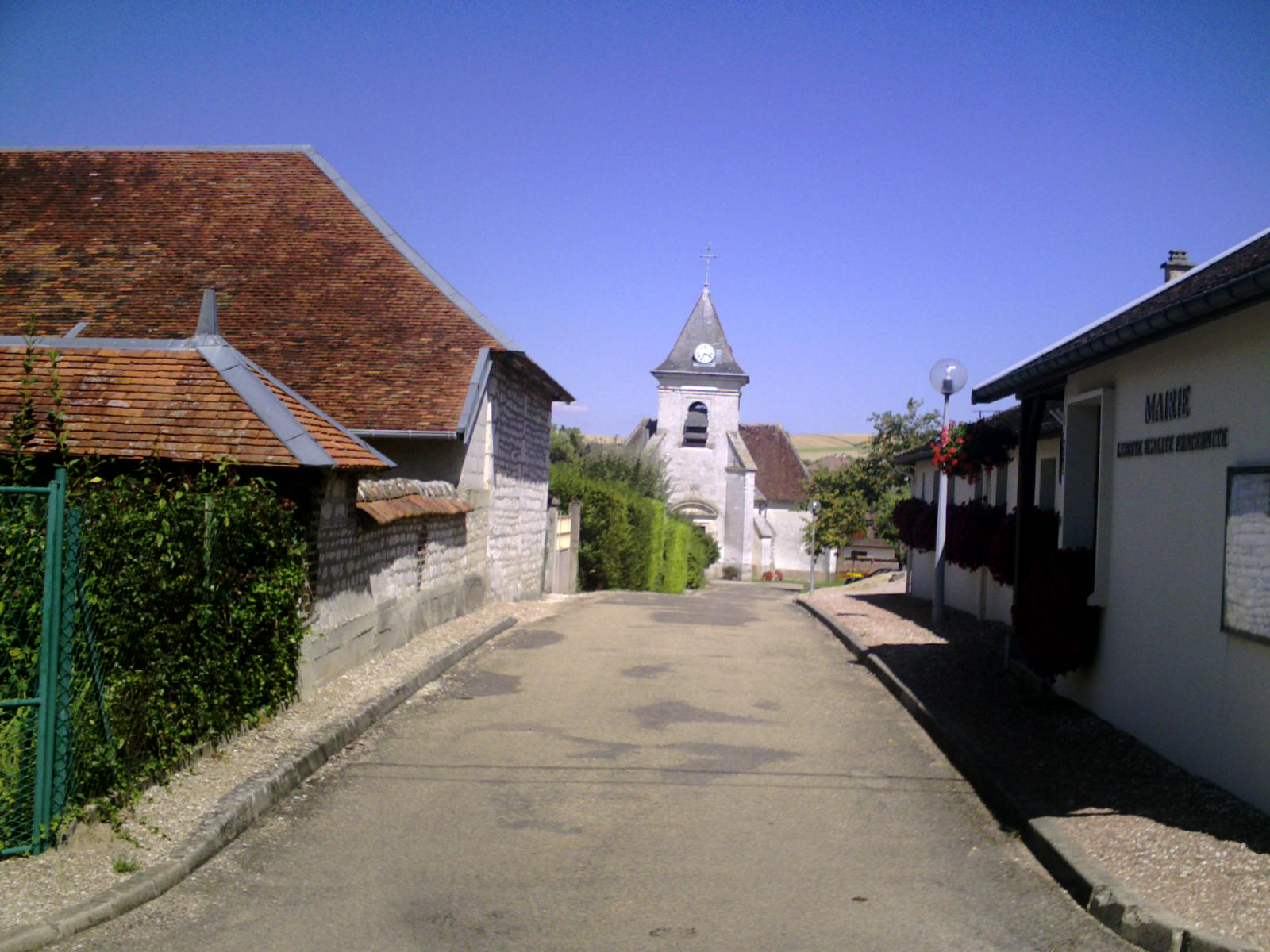
La rue de l'église et la mairie.

| Période  | Période  | Identité                          | Étiquette    | Qualité                            |
| -------- | -------- | --------------------------------- | ------------ | ---------------------------------- |
| 1983     | 1989     | Simonne Durtelle de Saint-Sauveur |              |                                    |
| 1989     | 2008     | Lucien Bonenfant                  | RPR puis UMP | Conseiller général (1998-2004)     |
| 2008     | ami 2020 | Philippe Cotel                    | DVD          | Ingénieur Informatique en retraite |
| mai 2020 | En cours | Emmanuel Choiselat                |              |                                    |

### Cantons et intercommunalité
Prugny fait partie de Troyes Champagne Métropole qui remplace depuis le 1er janvier 2017 la Communauté de Communes des Portes du Pays d'Othe qui regroupait les communes de Bercenay-en-Othe, Bucey-en-Othe, Chennegy, Estissac, Fontvannes, Messon, Neuville-sur-Vanne et Vauchassis soit 5 449 habitants.
La commune a tout d'abord fait partie du canton d'Estissac, puis a rejoint le canton de Fontvannes jusqu'en l'an IX de la République. Aujourd'hui, le village est revenu au canton d'Estissac.

### Instances judiciaires et administratives
Dans le domaine judiciaire, la commune dépend de la commune de Troyes qui possède un tribunal d'instance et de grande instance, d'un tribunal de commerce, d'un conseil des prud'hommes et d'un tribunal pour enfants et qui dépend de la cour d'appel de Reims et de la cour administrative d'appel de Nancy.

### Jumelages
Au 1er janvier 2011, Prugny n'est jumelée avec aucune commune.

## Population et société

### Démographie

#### Évolution démographique
L'évolution du nombre d'habitants est connue à travers les recensements de la population effectués dans la commune depuis 1793. Pour les communes de moins de 10 000 habitants, une enquête de recensement portant sur toute la population est réalisée tous les cinq ans, les populations de référence des années intermédiaires étant quant à elles estimées par interpolation ou extrapolation. Pour la commune, le premier recensement exhaustif entrant dans le cadre du nouveau dispositif a été réalisé en 2007.

En 2022, la commune comptait 366 habitants, en évolution de −3,17 % par rapport à 2016 (Aube : +0,7 %, France hors Mayotte : +2,11 %).
| 1793 | 1800 | 1806 | 1821 | 1831 | 1836 | 1841 | 1846 | 1851 |
| ---- | ---- | ---- | ---- | ---- | ---- | ---- | ---- | ---- |
| 248  | 255  | 232  | 220  | 225  | 240  | 245  | 260  | 257  |

| 1856 | 1861 | 1866 | 1872 | 1876 | 1881 | 1886 | 1891 | 1896 |
| ---- | ---- | ---- | ---- | ---- | ---- | ---- | ---- | ---- |
| 245  | 236  | 227  | 212  | 202  | 196  | 188  | 189  | 193  |

| 1901 | 1906 | 1911 | 1921 | 1926 | 1931 | 1936 | 1946 | 1954 |
| ---- | ---- | ---- | ---- | ---- | ---- | ---- | ---- | ---- |
| 191  | 160  | 157  | 134  | 137  | 142  | 114  | 114  | 110  |

| 1962 | 1968 | 1975 | 1982 | 1990 | 1999 | 2006 | 2007 | 2012 |
| ---- | ---- | ---- | ---- | ---- | ---- | ---- | ---- | ---- |
| 102  | 92   | 145  | 259  | 300  | 316  | 385  | 395  | 384  |

| 2017 | 2022 | - | - | - | - | - | - | - |
| ---- | ---- | - | - | - | - | - | - | - |
| 375  | 366  | - | - | - | - | - | - | - |

#### Pyramide des âges
En 2018, le taux de personnes d'un âge inférieur à 30 ans s'élève à 31,4 %, soit en dessous de la moyenne départementale (35,2 %). À l'inverse, le taux de personnes d'âge supérieur à 60 ans est de 30,6 % la même année, alors qu'il est de 27,7 % au niveau départemental.
En 2018, la commune comptait 174 hommes pour 197 femmes, soit un taux de 53,1 % de femmes, légèrement supérieur au taux départemental (51,41 %).
Les pyramides des âges de la commune et du département s'établissent comme suit.
| Hommes | Classe d’âge | Femmes |
| ------ | ------------ | ------ |
| 0,6    | 90 ou +      | 1,0    |
| 4,6    | 75-89 ans    | 6,7    |
| 24,4   | 60-74 ans    | 23,6   |
| 21,1   | 45-59 ans    | 19,2   |
| 16,8   | 30-44 ans    | 18,9   |
| 10,1   | 15-29 ans    | 10,5   |
| 22,3   | 0-14 ans     | 20,1   |

| Hommes | Classe d’âge | Femmes |
| ------ | ------------ | ------ |
| 0,8    | 90 ou +      | 2,1    |
| 7,4    | 75-89 ans    | 10,2   |
| 17,4   | 60-74 ans    | 18,4   |
| 19,4   | 45-59 ans    | 19     |
| 17,8   | 30-44 ans    | 17,3   |
| 18,3   | 15-29 ans    | 15,9   |
| 19     | 0-14 ans     | 17,1   |

### Enseignement
Prugny est située dans l'Académie de Reims. La commune administre une école maternelle publique dont l'effectif est de 12 écoliers en petite section et 13 en moyenne section. Le collège le plus proche est localisé à Bouilly et les lycées se trouvent dans le Grand Troyes.

### Santé
Il n'y a ni médecin ni infirmier à Prugny. Les plus proches sont situés dans les communes de Bouilly et de La Rivière-de-Corps à environ 7 km. Le centre hospitalier le plus rapproché est localisé à Troyes.

### Sports
Le village dispose d'un terrain multisport (pétanque, basket-ball, volley-ball, badminton et tennis de table), d'un circuit de modélisme automobile et d'un mini terrain de moto-cross. Il existe également une association sportive de gymnastique volontaire.

### Lieux de cultes
Le culte catholique est célébré en l'église Saint-Nicolas qui dépend du diocèse de Troyes. Le village appartient à l'Ensemble paroissial d'Estissac, dont le curé est Jean Brethe.

## Économie

### Revenus de la population et fiscalité
En 2008, le revenu fiscal médian par ménage était de 21 134 €, ce qui plaçait Prugny au 3 934e rang parmi les 31 604 communes de plus de 50 ménages en métropole.

### Emploi
Selon les résultats du recensement de 2008, la population active (15-64 ans) de la commune compte 210 personnes, soit 73,5 %, ce taux est de 71,4 % au niveau départemental. Les 15-64 ans représentent 1,5 % de chômeurs, 72,0 % de personnes ayant un emploi et 26,5 % d'inactifs. Les inactifs se répartissent de la façon suivante : les retraités ou préretraités représentent 13,4 % de la population active, les scolarisés 8,6 %, les autres inactifs 4,5 %.
En 2008, le taux de chômage (au sens du recensement) parmi les actifs de la commune est de 2,0 %, en diminution par rapport à 1999 (13,6 %). Au 31 décembre 2010, on compte 14 personnes à la recherche d'un emploi dont 5 chômeurs de longue durée.
Sur les 208 personnes actives de plus de 15 ans ayant un emploi, 21 travaillent dans cette commune.

### Entreprises et commerces
Au 1er janvier 2010, le village de Prugny compte 12 entreprises hors agriculture et une entreprise individuelle de commerce et de construction ont été créées sur le territoire.
Répartition des établissements par domaines d'activité
|                             | Ensemble | Industrie | Construction | Commerce et services divers | Secteur public |
| --------------------------- | -------- | --------- | ------------ | --------------------------- | -------------- |
| Nombre d'établissements     | 12       | 1         | 1            | 10                          | 0              |
| %                           | 100 %    | 8,3 %     | 8,3 %        | 83,3 %                      | 0,0 %          |
| Sources des données : INSEE |          |           |              |                             |                |

### Agriculture
Au niveau agriculture, la commune compte 7 établissements actifs et 763 ha de superficies agricoles, généralement utilisés pour l'exploitation des bovins et volailles et possède un silo.

## Culture locale et patrimoine

### Lieux et monuments

#### L'église

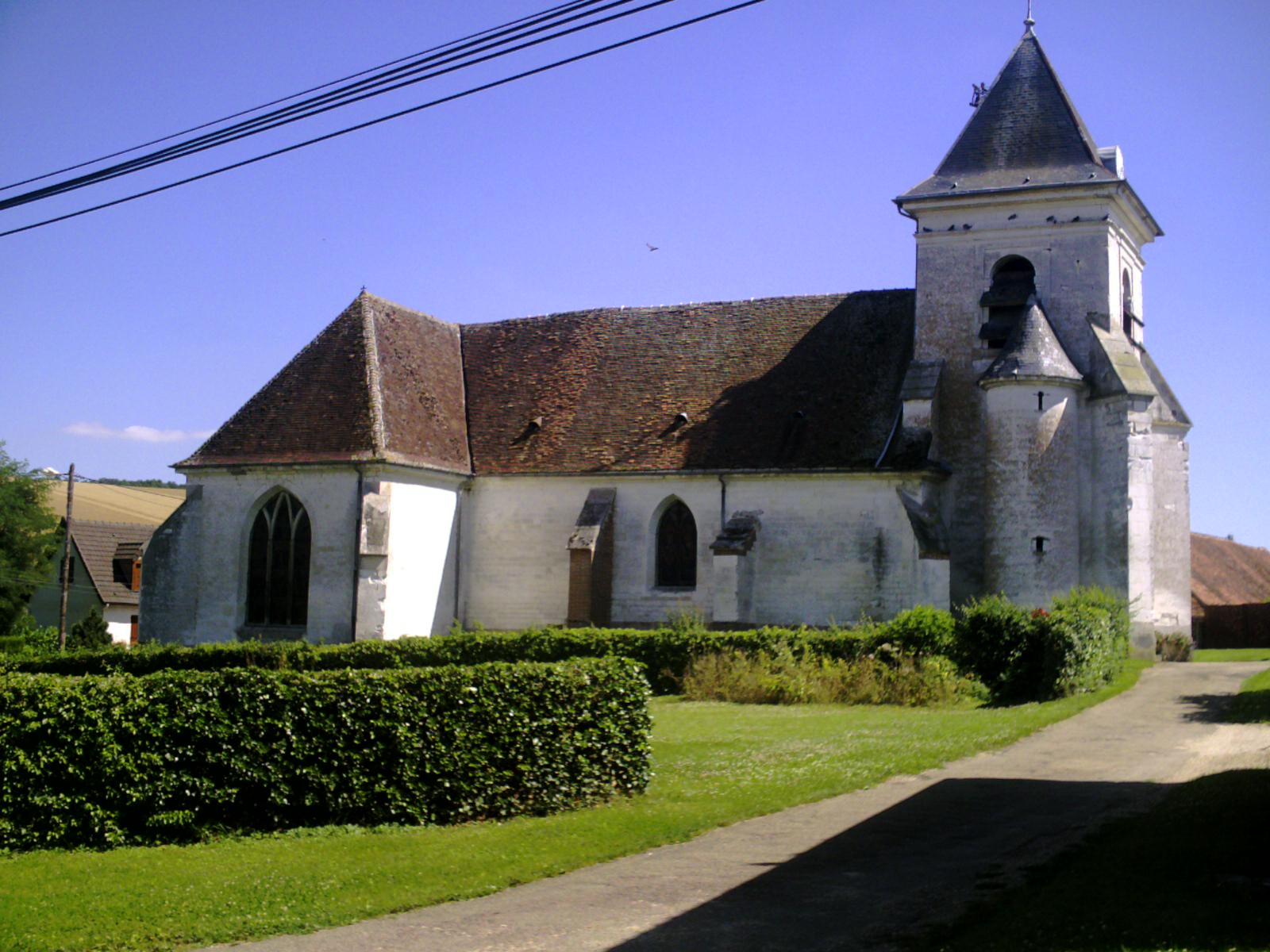
L'église Saint-Nicolas.

Le patrimoine historique du village est marqué par la construction de l'église Saint-Nicolas durant le XVe siècle. Incendiée en 1690, elle est reconstruite plus de 50 ans plus tard en 1743.
Les vitraux de cette église datent du Xixe siècle et sont l’œuvre de maîtres verriers de Troyes. L’horloge du clocher date de 1896 mais celui-ci est remplacé en 2008 par une horloge électrique.
Anciennement adjointe à celle de Messon. Elle est devenue le siège d’une paroisse du 19 décembre 1737 jusqu’en 1891.

#### Les croix
Plusieurs croix sont bâties sur le village de Prugny. L'une d'entre elles est dédiée à saint Loup, évêque de Troyes, en mémoire de la bataille des champs Catalauniques.

### Héraldique, logotype et devise
| Blason de Prugny | Les armes de Prugny se blasonnent ainsi : D'or à une trangle ondée d'azur, accompagnée en chef de trois roses de gueules et en pointe d'une feuille de vigne du même, à la bordure de sinople. |